# درمانتسی
درمانتسی (به بلغاری: Dermantsi) یک منطقهٔ مسکونی در بلغارستان است که در شهرستان لوکوویت واقع شده‌است.